# Јаколт (Вашингтон)
Јаколт (енгл. Yacolt) град је у америчкој савезној држави Вашингтон. По попису становништва из 2010. у њему је живело 1.566 становника.

## Демографија
Према попису становништва из 2010. у граду је живело 1.566 становника, што је 511 (48,4%) становника више него 2000. године.
| Група             | 2000.       | 2010.         |
| Белци             | 993 (94,1%) | 1.479 (94,4%) |
| Афроамериканци    | 5 (0,5%)    | 8 (0,5%)      |
| Азијати           | 4 (0,4%)    | 6 (0,4%)      |
| Хиспаноамериканци | 20 (1,9%)   | 33 (2,1%)     |
| Укупно            | 1.055       | 1.566         |